# بلدية إبورا
بلدية إبورا هي بلدية في البرازيل، تتبع غوياس، بلغ عدد سكانها 31٬274  نسمة، في 2010، تبلغ مساحتها 1٬026٫384 كيلومتر مربع، رمزها البريدي هو 76.200-000.

## الموقع
تشترك في الحدود مع:
- Amorinópolis [الإنجليزية]‏.